# IC 4194
IC 4194 ist ein im Sternbild Canes Venatici am Nordsternhimmel gelegener Stern, den der Astronom Max Wolf am 21. März 1903 fälschlich als IC-Objekt  beschrieb.